# Yves Cotten
Pour les articles homonymes, voir Cotten.
 (mai 2023).
Si vous disposez d'ouvrages ou d'articles de référence ou si vous connaissez des sites web de qualité traitant du thème abordé ici, merci de compléter l'article en donnant les références utiles à sa vérifiabilité et en les liant à la section « Notes et références ».
Yves Cotten, né le 26 avril 1967 à Quimper, est un auteur et illustrateur de livres pour la jeunesse écrits en français, mais aussi en breton.
Emmanuelle Gorgiard adapte au cinéma des albums d'Yves Cotten : Dorothy La vagabonde et Temps de cochon.

## Œuvres
- La clef des champs, éd. Coop Breizh, avril 2005
- Dorothy la vagabonde, éd. Coop Breizh, avril 2005
- Clarisse la peureuse ou Klaris aonik, éd. Coop Breizh, novembre 2002
- Aglaé la pipelette ou Trifin trap-he-latenn, éd. Coop Breizh, novembre 2002
- Charabia, recueil poésie, à partir de 5 ans, éd. Blanc Silex, novembre 2002
- Rosine tête en l'air ou Rozenn Penn-Avel, éd. Coop Breizh, mars 2002
- Marguerite la coquette ou Marc'harid : ar Bompinell, éd. Coop Breizh, mars 2002